# Inflectarius magazinensis
Inflectarius magazinensis е вид коремоного от семейство Polygyridae. Видът е критично застрашен от изчезване.

## Разпространение
Разпространен е в САЩ (Арканзас).